# Lex Alamannorum
Pactus Alamannorum und Lex Alamannorum sind Bezeichnungen für die alemannischen Rechtsaufzeichnungen des Frühmittelalters. Sie wurden 1530 von Johannes Sichard in Basel zum ersten Mal in Teilen publiziert. Es handelt sich dabei um die ältesten und bedeutendsten Textdokumente des alemannischen Herzogtums mit wichtigen Angaben über Wirtschaft und Gesellschaft, Alltagsleben und Kultur im alemannisch-schwäbischen Raum. Der Text ist auf Latein verfasst, enthält jedoch germanische Fragmente.

## Überlieferung und Inhalt
Der Pactus Alamannorum (auch Pactus legis Alamannorum) als ältere Textstufe aus dem ersten Drittel des 7. Jahrhunderts ist in einer einzigen Handschrift des 9./10. Jahrhunderts überliefert und besteht aus vier äußerlich nicht zusammenhängenden Blattfragmenten. Sein Inhalt stellt den gesetzgeberischen Versuch dar, mittels eines normierten Bußenkatalogs traditionelle Rache- und Fehdegewohnheiten bei Rechtsverletzungen (von übler Nachrede bis hin zum Erschlagen eines Menschen) unter Kontrolle zu bringen.
Die Lex Alamannorum ist durch fünfzig Handschriften des 8. bis 12. Jahrhunderts bezeugt, die eine merowingische und eine karolingische Fassung wiedergeben. Die beste Überlieferung der Lex Alamannorum ist in der Wandalgarius-Handschrift enthalten, diese wird in der Stiftsbibliothek St. Gallen aufbewahrt. Das besondere dieser Handschrift ist, dass diese klar zeitlich und örtlich einordenbar ist und der Verfasser bekannt ist – dieser hat die Handschrift mit Datum und Signatur versehen. Sie wurde von Wandalgarius, einem Kleriker vermutlich aus Lyon zwischen 710 und 793 verfasst und am 1. November 793 abgeschlossen.
Die Lex wird gemäß der Eingangsformel in zwei Handschriften Herzog Lantfrid (727 bis 730) zugeschrieben. Sie ist jedoch mit großer Wahrscheinlichkeit eine im Inselkloster Reichenau entstandene Fälschung, die vor allem eine kirchliche Vorzugsstellung zum Ziele hat, im Übrigen aber wohl die alemannischen Rechtsverhältnisse zutreffend wiedergibt. Sie gliedert sich in drei Teile: Kirchensachen, das heißt vor allem Bildung von Kirchenvermögen; Herzogssachen, also Bildung und Sicherung der herzoglichen Herrschaft; Volkssachen, das heißt ein Bußenkatalog wie beim Pactus.
An den Gesetzen ist eine fortgeschrittene gesellschaftliche und staatliche Verdichtung der alemannischen Stammesstrukturen zu einer ständischen Ordnung mit Freien und Unfreien bzw. Halbfreien zu erkennen. Es zeigt sich auch eine gewisse Textnähe zu anderen germanischen Rechtsaufzeichnungen. Die alemannische Rechtsaufzeichnung gehört bereits in den Kontext des Frankenreichs, dessen Könige Hoheit über die in ihren eigenen Belangen wie dem Recht zwar unabhängigen, aber nicht unbeeinflussten alemannischen Herzöge ausübten. Im Teil der Lex Alamannorum über die Kirchensachen kommt die trotz der noch relativ jungen Christianisierung schon weit ausgebildete Kirchenorganisation zum Ausdruck. Während der Pactus Alamannorum noch keinen kirchlichen Einfluss aufweist, hat die Kirche in der Lex Alamannorum in großem Umfang ihre Rechte gesichert.
Die Echtheit der Lex Alamannorum ist in der neueren Forschung umstritten. Clausdieter Schott sieht in ihr eine Reichenauer Fälschung, die „frühestens noch gegen Ende der Dreißigerjahre entstanden“ sei. Steffen Patzold sieht „keine zwingenden quellenkritischen Gründe“ für eine Fälschung und geht „von der Echtheit der Texte“ aus.

## Ausschnitt aus dem Bußenkatalog
Si quis digitum police alteri truncaverit, solvat solidos 12.
(„Wenn jemand einem anderen den Daumen abhaut, zahle er 12 Schillinge.“)
Si mancat aut in primo noto truncatus fuerit, solvat solidos 6.
(„Wenn er gelähmt oder im ersten Gelenk abgehauen wird, zahle man 6 Schillinge.“)
Si secundum digito truncatus fuerit, solidos 10 solvat. Si mancat, solvat solidos 5.
(„Wenn der zweite Finger abgehauen wird, zahle man 10 Schillinge. Wenn er gelähmt wird, zahle man 5 Schillinge.“)
Si prima iunctura truncata fuerit, solvat solidos 3.
(„Wenn das erste Glied abgehauen wird, zahle man 3 Schillinge.“)
Si tercius digitus truncatus fuerit, solvat solidos 3. Si mancat, solvat solidos 3.
(„Wenn der dritte Finger abgehauen wird, zahle man 6 Schillinge. Wenn er gelähmt wird, zahle man 3 Schillinge.“)
Si quartus digitus truncatus fuerit, solvat solidos 5.
(„Wenn der vierte Finger abgehauen wird, zahle man 5 Schillinge.“)
Si in primo noto truncatus fuerit, solvat solidos 3.
(„Wenn er im ersten Gelenk abgehauen wird, zahle man 3 Schillinge.“)
Si minimus digitus truncatus fuerit, solvat solidos 10. Si mancaverit, solvat solidos 5.
(„Wenn der kleine Finger abgehauen wird, zahle man 10 Schillinge. Wenn er gelähmt wird, zahle man 5 Schillinge.“)
(Zweites Fragment des Pactus Alamannorum, Rechtssätze Nr. 16–23; lateinisches Original mit deutscher Übersetzung.)

## Ausgaben
- Karl August Eckhardt: Die Gesetze des Karolingerreiches 714-911 II Alemannen und Bayern. Weimar 1934.
- Karl August Eckhardt: Leges alamannorum. 2. Aufl.  Hannover 1966 (Monumenta Germaniae Historica, Leges nationum germanicarum, V, 1)
- Clausdieter Schott: Lex Alamannorum – Gesetz und Verfassung der Alemannen, Augsburg 1997 (Faksimile-Ausgabe).